# Fanapanges Municipality
Fanapanges Municipality är en kommun i Mikronesiska federationen.   Den ligger i delstaten Chuuk, i den västra delen av landet, 700 km väster om huvudstaden Palikir. Antalet invånare är 681. Fanapanges Municipality ligger på ön Fanapanges Island.